# Az erdei szalonka vadászata

## Régi tradíció
Az erdő királynőjének - így nevezik a szalonkát a magyar a vadászok - vadászata több százados múltra tekint vissza, ezért komoly hagyományokkal rendelkezik mind a magyar, mind az európai vadászéletben. Ezt mi sem bizonyítja jobban, minthogy Ferenc József Habsburg uralkodó egyik kedvenc vadja volt, amelyből vadásznaplója szerint összesen 897 darabot ejtett el. A szalonkára elismert vadászírók is szívesen vadásztak, valamint könyveikben is számos fejezet tanúskodik arról, hogy a szalonka vadászata régi tradíció.

## Vonulás
A szalonka vadászata vonuló madár lévén csak a vonulási időszakban történik, ezért fontos ismernünk vonulásának idejét, irányát és az azt befolyásoló tényezőket.
A nálunk fészkelő csekély számú állomány a Földközi-tenger partján telel.A  Magyarországon átvonulók útvonala a Balti államok, Magyarország, Olaszország, Tunézia. A tavaszi vonulás megindulásának legelfogadottabb teóriáját Schenk Jakab dolgozta ki, miszerint a vonulás akkor a legkedvezőbb hazánkban, ha a Brit-szigetek fölött alacsony légnyomás uralkodik, délre tőlünk pedig magas a légnyomás. A tavaszi húzás ennek köszönhetően nem pontosan meghatározható időpontban kezdődik. Általában március elejétől április közepéig tart.

## Vadászati módjai a múltban és ma
Az Erdei szalonkára a régmúltban sokféleképpen vadásztak. Ilyen vadászati módok voltak a szalonka húzáson történő vadászata, és a hajtás, de fogták léppel, gyaloghálóval, gyalogtőrrel és hurokkal is. Az utóbbi elfogási módszereket a XX. század elején alkalmazták utoljára, míg a szalonka hajtókkal vagy hajtó kutyákkal történő vadászata ma már törvényileg tiltott. A manapság érvényben lévő korlátozások mellett tavaszi vadászata reggeli illetve esti húzáson történik, amelyre a vonulás közbeni nászrepülése ad lehetőséget, ami adott fényviszonyokhoz kötődik.

## Vadgazdálkodási jelentősége
A tavaszi szalonkavadászat „örömeit” nem lehet gazdálkodási oldalról, csak érzelmi alapon megközelíteni. Ezért a magyar vadászoknak a szalonka vadászati jelentősége igen nagy, gazdálkodási jelentősége gyakorlatilag nincs.